# Grimsthorpe Castle
Grimsthorpe Castle er et country house i Lincolnshire, England omkring 6 km nordvest for Bourne. Til ejendomen hører 12 km2 jord beståend af park, søer og skov, der er anlagt af Capability Brown.
Selvom Grimsthorpe er en egentlig borg eller slot, så giver størrelsen og tårnene et fæstnings-lignende udtryk.
Grimsthorpe har været hjem for de Eresby-familien siden 1516. Den nuværend ejer er Jane Heathcote-Drummond-Willoughby, 28. baroness Willoughby de Eresby, barnebarn af Nancy Astor, der døde på Grimsthorpe i 1964.
Det er en listed building af første grad.